# الرهان (مسلسل)
الرهان هو مسلسل تلفزيوني درامي جزائري عُرض لأول مرة في رمضان 1445 هـ (2024) على قناة النهار جزائرية .

## قصة مسلسل
يروي المسلسل قصة عيسى زياني (عبد القادر جريو)، الذي يزج به في السجن ظلمًا عام 2014، بعدما اكتشف بعض ملفات الفساد أثناء عمله لدى عزيز توغار (عباس زحماني).
يقضي عيسى خمس سنوات في السجن، ليخرج منه عازمًا على الانتقام واستعادة كرامته وكرامة عائلته. في الوقت نفسه، تلاحق الشرطة عزيز توغار، معتقدة أن اعتقاله ممكن عبر تتبّع تحركات عيسى. لذلك، تُكلَّف الضابطة منال الهاشمي (زهرة حركات) بمهمة التقرب من عائلة عيسى لكشف خيوط القضية.
تلاحظ فاطنة (جميلة عراس)، والدة عيسى، أن السجن قد غيّر سلوك ابنها، فتبذل جهدها لتنبيهه ودفعه إلى نسيان الماضي والمضي قدمًا نحو حياة جديدة. ورغم حبها العميق له، تضطر أحيانًا إلى القسوة عليه على أمل أن يعود إلى صوابه.

## دبلجة
تمت دبلجة المسلسل إلى اللهجة السورية، حيث تشمل النسخة المدبلجة 30 حلقة على منصة مرايا.

## الممثلون
البطولة
- عبدالقادر جريو
- محمد خساني
- زهرة حركات
- ياسمين بن داود
- جميلة عراس
- عباس رحماني
- أيوب عمريش
- العمري كعوان
- آية خرفي
- سهيلة
- زكريا بن محمد
- حجلة خلادي

وعدة نجوم وممثلين جزائريين

## وصلات خارجية
- الرهان على موقع IMDb (الإنجليزية)
- الرهان على موقع قاعدة بيانات الأفلام العربية
- حلقات المسلسل
- حلقات المسلسل (مدبلجة باللهجة سورية)